# Ulomyia pseudalternicula
Ulomyia pseudalternicula är en tvåvingeart som först beskrevs av Salamanna 1975.  Ulomyia pseudalternicula ingår i släktet Ulomyia och familjen fjärilsmyggor. Inga underarter finns listade i Catalogue of Life.